# Nantwich
Nantwich és un poble pertanyent a la unitat autoritària de Cheshire East, dins el comtat de Cheshire, Anglaterra.

## Història
Els orígens de Nantwich es remunten a l'època romana, quan la sal de la població era emprada per a la guarnició romana a Chester (Deva Victrix) i Stoke-on-Trent tant com a element conservador com a condiment. Aquesta sal s'usava en la producció del formatge de Cheshire i en la indústria de l'adob.
Al Domesday Book, consta que Nantwich disposava de vuit cases de la sal. Tenia un castell i era la capital de la baronia de Chester. És també un els pocs llocs de Chesire que apareix al Gough Map, que data del 1355–66. La indústria de la sal visqué el seu apogeu a finals segle xvi, quan comptava amb fins a 216 cases de la sal. Aquesta indústria acabà el 1856 quan l'última casa va tancar. L'última adoberia (fàbrica d'adobs) va plegar el 1974, i la indústria més important que avui encara roman a l'àrea de Nantwich és la tèxtil.
Nantwich ha patit diversos desastres al llarg de la seva història. El poble era una àrea urbana a l'època de la Conquesta Normanda. Els normands el van cremar fins a deixar-ne sols cendres i només un edifici en peu. Dos-cents anys després, el poble va ser atacat durant un llarg període per delinqüents de Gal·les, i el 1583 un gran incendi va cremar la ciutat durant vint dies, destruint la major part de la població, que va ser reconstruïda amb un cost de 30,000 lliures en els diners de l'època. D'aquests, 2.000 van ser personalment donats per la reina Elisabet I d'Anglaterra juntament amb fusta dels arbres del bosc reial per poder dur a terme la reconstrucció.
Durant la Guerra civil anglesa Nantwich fou l'únic poble de Chesire a declarar davant el Parlament i conseqüentment va ser assetjat diverses vegades per les forces reialistes. L'últim setge, que durà sis setmanes va acabar amb la victòria de les forces parlamentàries a la batalla de Nantwich el 26 de gener de 1644.